# Cantón de Case-Pilote-Bellefontaine
El cantón de Case-Pilote-Bellefontaine era una división administrativa francesa, que estaba situada en el departamento de Martinica y la región de Martinica.

## Composición
El cantón estaba formado por dos comunas:
- Bellefontaine
- Case-Pilote

## Supresión del cantón de Case-Pilote-Bellefontaine
El 22 de marzo de 2015, el cantón de Case-Pilote-Bellefontaine fue suprimido, en aplicación de la Ley n.º 2011-884, de 27 de julio de 2011, relativa a las colectividades de Guayana Francesa y Martinica; y específicamente de su artículo 8.º, apartado L558-7, y sus 2 comunas pasaron a formar parte de la nueva sección de Norte.